# 11-я бригада лёгкой кавалерии (Франция)
11-я бригада лёгкой кавалерии (фр. 11e brigade de cavalerie légère) — формирование лёгкой кавалерии (соединение, бригада) французской армии.

## Командиры бригады
- бригадный генерал Франсуа Герен д’Этокиньи (6 марта 1804 — 11 сентября 1805)
- дивизионный генерал Жан Лакост-Дювивье (11 сентября 1805 — 21 ноября 1807)
- бригадный генерал Жозеф Пажес (январь 1809 — 16 апреля 1809)
- бригадный генерал Сигизмон-Фредерик де Беркейм (21 июля 1809 — 22 сентября 1809)
- бригадный генерал Пьер Готрен (21 октября 1809 — 11 ноября 1812)

## Подчинение и номер бригады
- бригада лёгкой кавалерии лагеря в Утрехте Армии Берегов Океана (6 марта 1804 года);
- бригада лёгкой кавалерии 2-го армейского корпуса Великой Армии (29 августа 1805 года);
- бригада лёгкой кавалерии Армии Италии (27 декабря 1805 года);
- 10-я бригада лёгкой кавалерии Армии Италии (21 июля 1809 года);
- 11-я бригада лёгкой кавалерии 3-й дивизии лёгкой кавалерии 3-й кавалерийский корпус Великой Армии (15 февраля 1812 года).

## Организация и численность бригады
На 25 сентября 1805 года:
- командир бригады — дивизионный генерал Жан Лакост-Дювивье
- начальник штаба — полковник штаба Дюгоммье
  - 6-й гусарский полк (3 эскадрона, 315 человек, командир — полковник Клод Пажоль)
  - 8-й конно-егерский полк (4 эскадрона, 594 человека, командир — полковник Жан-Батист Кюрто)
- командир батавской бригады — генерал-майор Кайта
  - батавские драгуны (2 эскадрона, 424 человека, командир — полковник Бо)
  - батавские гусары (2 эскадрона, 374 человека, командир — полковник Хинюбер)
    - Всего: 11 эскадронов, 1907 человек, 2 орудия[1].

На 1 апреля 1809 года:
- командир бригады — бригадный генерал Жозеф Пажес
  - 6-й гусарский полк (командир — полковник Луи Валлен)
  - 8-й конно-егерский полк (командир — полковник Жан-Батист Кюрто)

На 1 июля 1812 года:
- командир бригады — бригадный генерал Пьер Готрен
  - 6-й гусарский полк (3 эскадрона, 625 человек, командир — полковник Луи Валлен)
  - 8-й конно-егерский полк (4 эскадрона, 556 человек, командир — полковник Эдмон де Талейран-Перигор)
    - Всего: 7 эскадронов, около 1183 человека[2]